# Mesochorus convallis
Mesochorus convallis är en stekelart som beskrevs av Schwenke 2002. Mesochorus convallis ingår i släktet Mesochorus och familjen brokparasitsteklar. Inga underarter finns listade i Catalogue of Life.